# Taphrospilus
Taphrospilus  is een geslacht van vogels uit de familie kolibries (Trochilidae) en de geslachtengroep Trochilini (briljantkolibries). Er is één soort: 
- Taphrospilus hypostictus  – Druppelkolibrie